# Jean-Claude Deshons
Jean-Claude Deshons, né le 18 février 1930 à Montpellier (Hérault) et mort le 19 mai 2010 dans la même ville, est un architecte français.

## Biographie
Issu d'une ancienne famille montpelliéraine, il est le fils d'André Deshons et de Thérèse Durand.
En 1947, Jean-Claude Deshons fait ses études à l'École régionale d'architecture de Marseille. Afin de pouvoir évoluer dans son apprentissage, son dossier d'inscription est transféré aux Beaux-Arts de Paris le 13 novembre 1951. Il est l'élève de Pierre Vivien (1909-1999), puis de Robert Camelot (1903-1992) et obtient son diplôme d'architecture le 27 novembre 1958.
De retour à Montpellier, il rejoint son ami et collègue Philippe Jaulmes afin de fonder l'Agence Jaulmes-Deshons en 1958, et leur association est officialisée le 1er janvier 1960 pour laquelle toutes leurs activités sont mises en commun.
Durant l'année 1958, il est membre du jury de l'Académie de France à Rome et collabore activement en tant que membre du comité de rédaction de la revue internationale d'architecture « Le Carré bleu »,.
Grâce à cette entreprise, Jean-Claude Deshons modèle l'architecture de la ville de Montpellier des années 1960-1980 puisque l'agence obtient de nombreux contrats public-privé avec le Ministère de la Construction et la société Héraultaise d'économie mixte de construction (SEMC). Ainsi, il élabore des plans d'aménagement et des opérations de logements de rénovation urbaine sur les communes de Ganges, Valras-Plage et Frontignan. Pour Montpellier, il développe des plans de plusieurs immeubles en copropriété, des équipements touristiques, la succursale des usines Renault, l'usine IBM, le lycée de jeunes filles du Mas-de-Tesse (avec les architectes : Pierre Vassas et Jean de Richemond), l'université Paul-Valéry, les cités universitaires du Triolet et de Vert-bois, le CNRS, le Polygone, l'ancienne Mairie, les locaux de la direction départementale de l'Équipement (DDE) et de l'Office national des forêts (ONF), le réaménagement des hôpitaux Saint-Charles et Saint-Éloi (1992), etc. Un ensemble de ses réalisations sont labellisés « Architecture contemporaine remarquable » ou « Patrimoine du XXe siècle ».
Jean-Claude Deshons est un personnage atypique et amateur d'art brut, il est le grand ami de l'artiste Fernand Michel et réunit une importante collection d'œuvres de ce créateur hors-normes. Également ami du sculpteur Albert Dupin, il propose à plusieurs reprises pour les commandes publiques ces artistes dans le cadre du « 1 % artistique ».
En 1977, Jean-Claude Deshons participe à l'aventure des radios libres avec l'éphémère « Radio Fil Bleu » aux côtés de l'ancien maire de Montpellier François Delmas. Dans le cadre de son association « 19/20 », il milite pour la préservation du patrimoine architectural des XIXe et XXe siècles et intervient dans les années 1990 pour la protection de l'ancien hôpital Général Saint-Charles et clinique Saint-Charles dont l'un des bâtiments Art déco des années 1930, des architectes : Paul Pelletier et Arthur Teisseire, est menacé de démolition. Les anciennes bâtiments sont inscrits au titre des monuments historiques,.

## Réalisations
(Sauf mentions opposées, les réalisations sont effectuées dans la ville de Montpellier).
Sans être exhaustive, une liste est énumérée des réalisations de la ville dont il est l'artisan :
- 1959 : Lycée de jeunes filles du Mas-de-Tesse (renommé en lycée Jules-Guesde)[5],[15] ;
- 1962 : Campus universitaire de Paul Valéry [9],[16] ;
- 1963 : Restaurant universitaire Triolet [17],[18] ;
- 1964 : Siège régional CNRS ;
- 1966 : Université Paul-Valéry ou Montpellier III [19],[20] ;
- 1967 : Cité universitaire Triolet.

- 1968 :
  - Siège régional IBM France - Extension ;
  - Tour Polygone ;
  - Maison Colombier, au nord de Montpellier (commande privée)[7].

- 1969 :
  - Cité universitaire Vert-Bois ;
  - Restaurant universitaire Vert-Bois [18],[21].

- 1973 : Université des Sciences-Montpellier II.

- 1975 :
  - Clinique La Lironde (Saint-Gély-du-Fesc) ;
  - Hôtel de Ville de Montpellier (réhabilité en 2011) [22],[23].

- 1978 :
  - Piscine de la Motte rouge[24] ;
  - Direction régionale des télécommunications (DRT), un service public des PTT[7].

Galerie des réalisations.
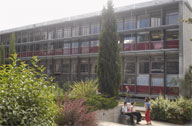
Bibliothèque de l'Université Paul-Valéry (1966).
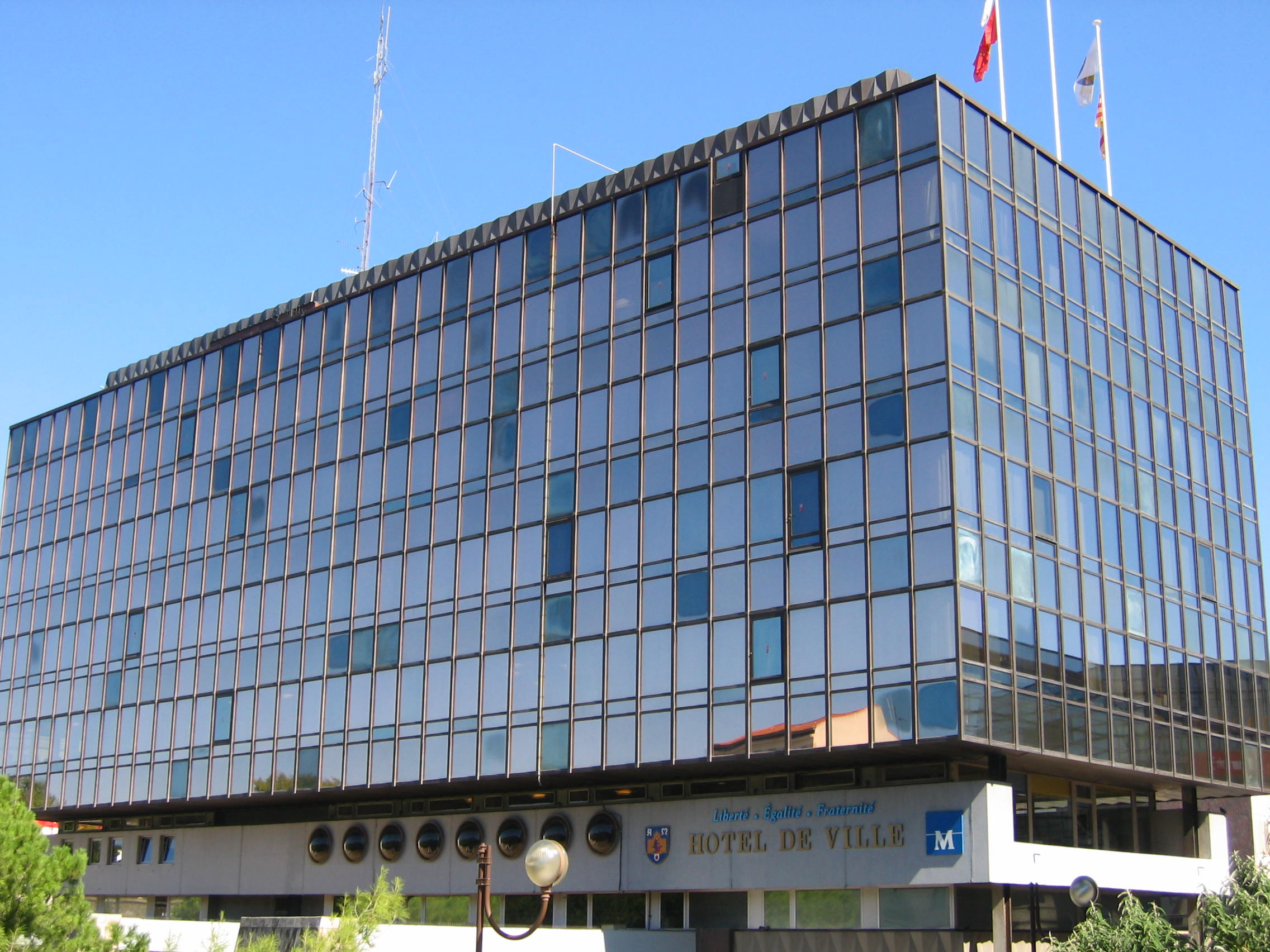
Hôtel de Ville de Montpellier (1975).
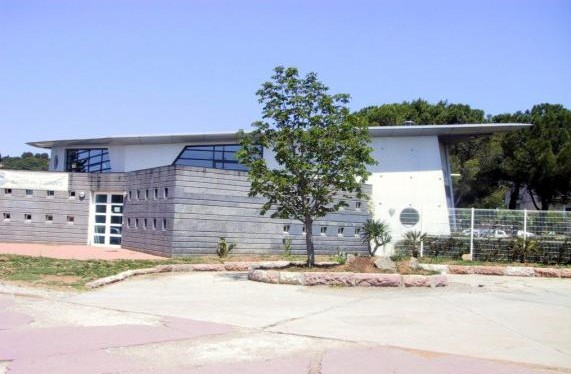
Le bâtiment de la Maison des Étudiants.
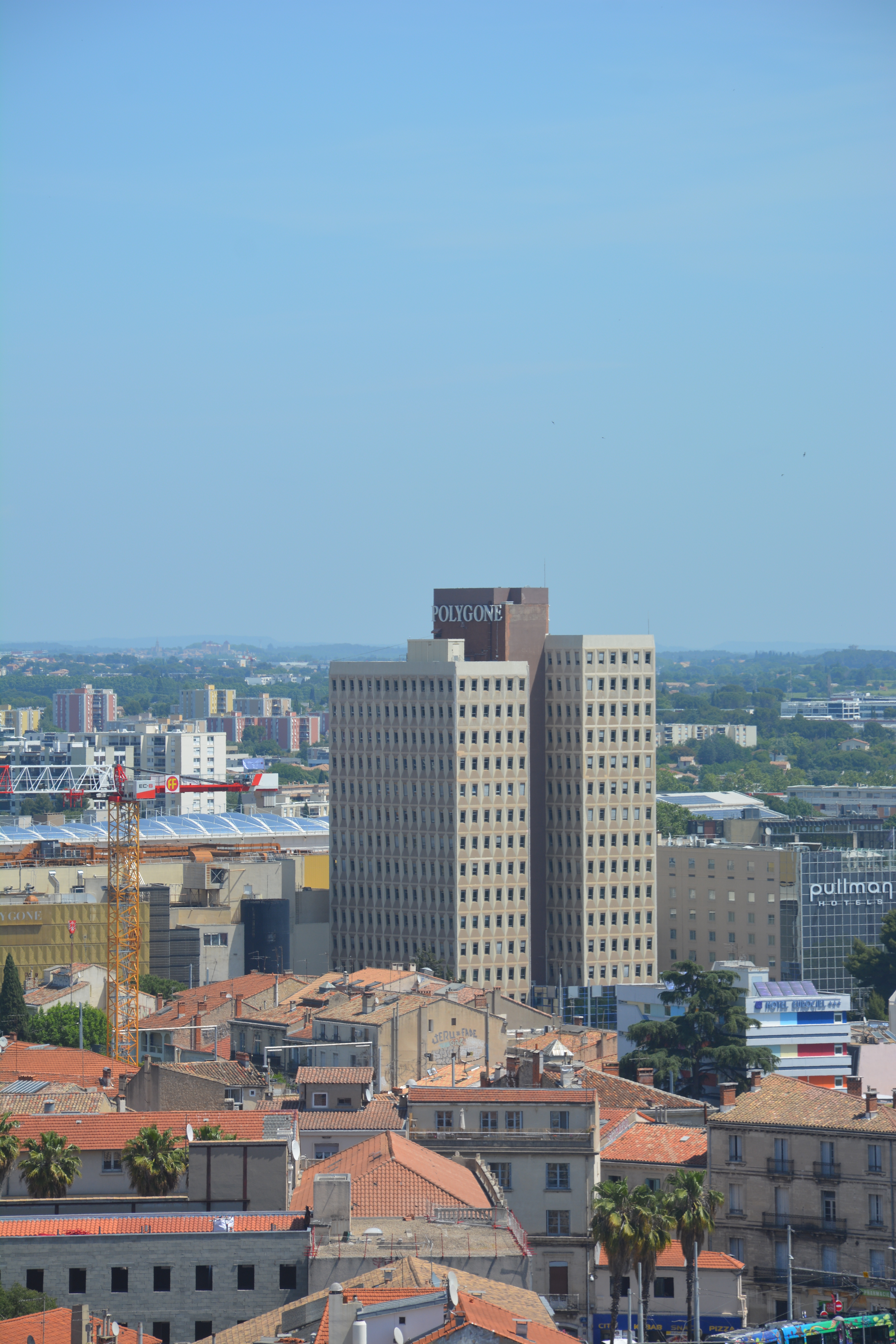
La tour du Polygone (1968).
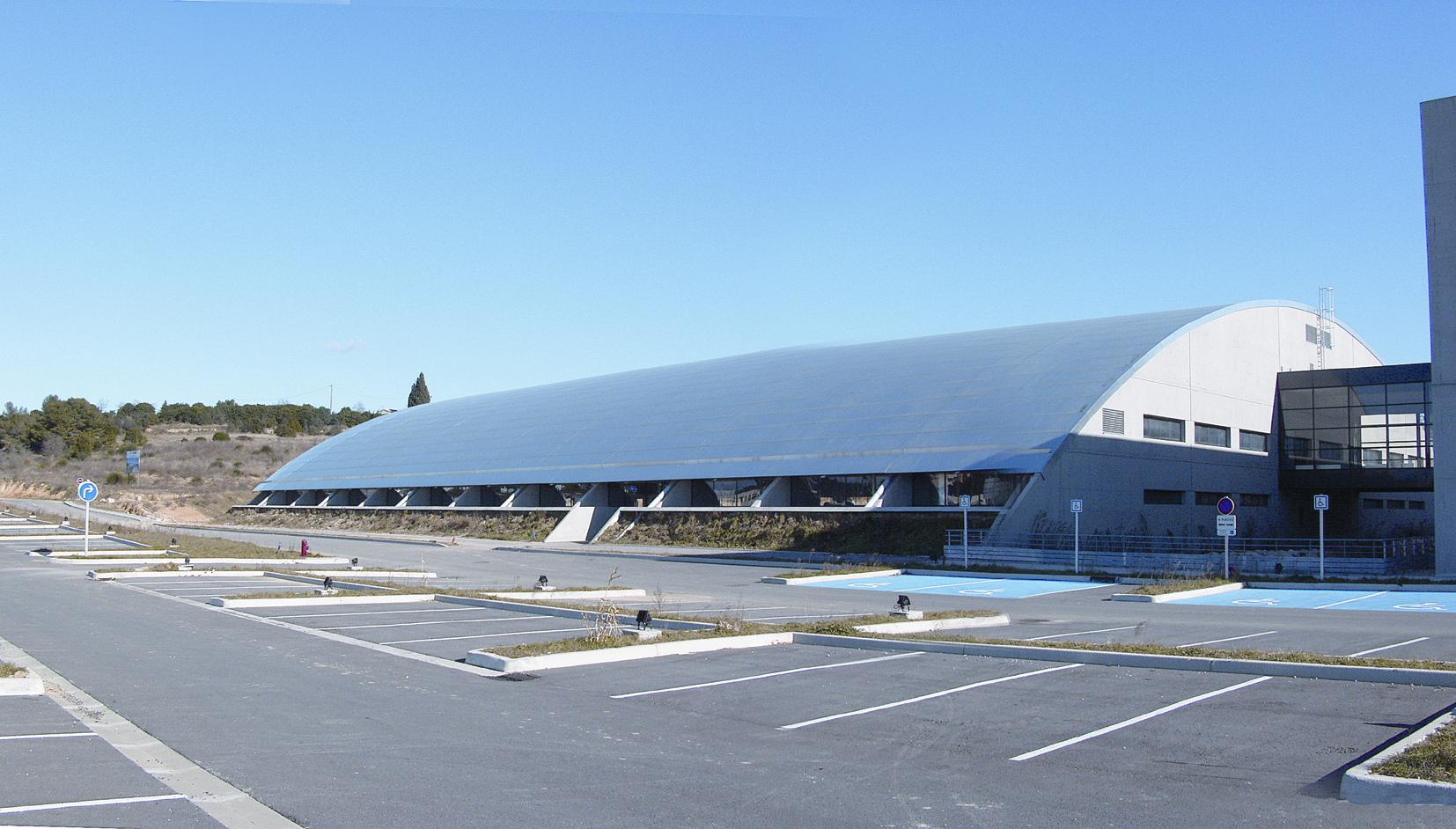
Le Palais Universitaire des Sports ou piscine de la Motte rouge (1978).
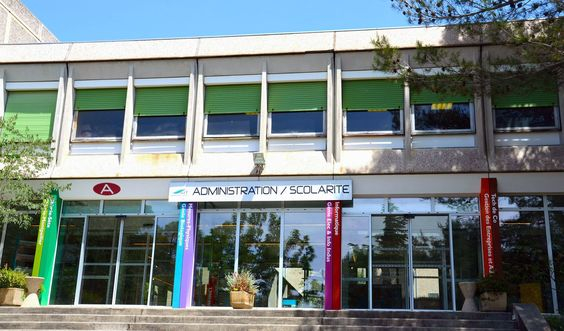
L'entrée du bâtiment de l'IUT.
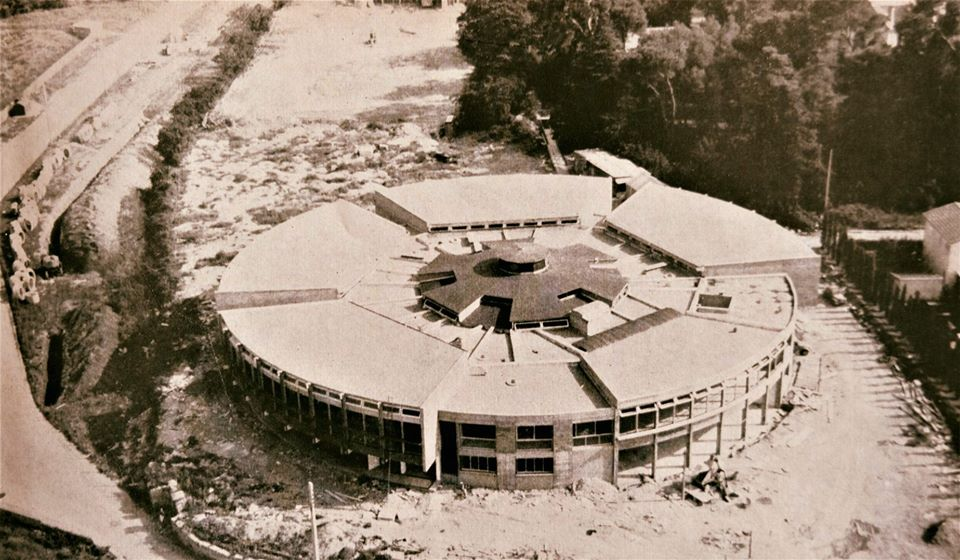
Restaurant Universitaire du Triolet (1963).

## Publications
Articles
- R. Egger, P. Jaulmes et J.-C. Deshons, « Constructions scolaires et universitaires : Montpellier. Faculté des lettres et sciences humaines », Techniques et architecture, Paris, Cité de l'architecture et du patrimoine, 28e série no 3,‎ septembre 1967, p. 70-73 (ISSN 0373-0719, BNF 34378488)[25].
- « Journées d’étude du Carré bleu : Analyse spectrographique et autocritique de l'architecture tel qu'en lui même il se vit », Le Carré bleu, Paris, édition le Carré bleu, no 1,‎ 1980, p. 9 / 18 (ISSN 0008-6878, lire en ligne [PDF], consulté le 12 juillet 2022).